# Episodi di Sons of Anarchy (terza stagione)
La terza stagione della serie televisiva Sons of Anarchy, composta da 13 episodi, è stata trasmessa negli Stati Uniti per la prima volta dall'emittente via cavo FX dal 7 settembre al 30 novembre 2010.
In Italia, è stata trasmessa in prima visione sul canale satellitare FX dal 9 febbraio al 4 maggio 2011.

Scena tratta dal finale di stagione, in cui tutti i Sons of Anarchy vengono arrestati e portati in carcere, non prima però che la loro vendetta contro la Stahl sia compiuta

| nº | Titolo originale    | Titolo italiano        | Prima TV USA      | Prima TV Italia  |
| -- | ------------------- | ---------------------- | ----------------- | ---------------- |
| 1  | SO                  | La ricerca             | 7 settembre 2010  | 9 febbraio 2011  |
| 2  | Oiled               | Esecuzione             | 14 settembre 2010 | 16 febbraio 2011 |
| 3  | Caregiver           | Conseguenze impreviste | 21 settembre 2010 | 23 febbraio 2011 |
| 4  | Home                | Ritorno a casa         | 28 settembre 2010 | 2 marzo 2011     |
| 5  | Turning and Turning | Patto con il diavolo   | 5 ottobre 2010    | 9 marzo 2011     |
| 6  | The Push            | La tregua              | 12 ottobre 2010   | 16 marzo 2011    |
| 7  | Widening Gyre       | Partenza               | 19 ottobre 2010   | 23 marzo 2011    |
| 8  | Lochan Mor          | Nella tana del lupo    | 26 ottobre 2010   | 30 marzo 2011    |
| 9  | Turas               | La trappola            | 2 novembre 2010   | 6 aprile 2011    |
| 10 | Firinne             | Segreti di famiglia    | 9 novembre 2010   | 13 aprile 2011   |
| 11 | Bainne              | Lo scambio             | 16 novembre 2010  | 20 aprile 2011   |
| 12 | June Wedding        | Vittime sacrificali    | 23 novembre 2010  | 27 aprile 2011   |
| 13 | NS                  | Il cerchio si chiude   | 30 novembre 2010  | 4 maggio 2011    |

## La ricerca
- Titolo originale: SO
- Diretto da: Allen Coulter e Michael Dinner
- Scritto da: Kurt Sutter

### Trama
Jax è sconvolto per la scomparsa di Abel. Hale si sta trasferendo nell'ufficio del capo, una posizione che afferma sarà presto ufficiale. Suo fratello, Jacob, si scusa per aver portato Zobelle a Charming e che non era sua intenzione arrivare fino a quel punto. Jacob dice anche a Hale che sta continuando la sua campagna per diventare sindaco di Charming e chiede "il sostegno del capo". Hale accetta di sostenere suo fratello. Mentre i Sons vanno a cercare Cameron, lui rimane neutrale. Jax tenta di rompere con Tara perché crede che le stia rovinando la vita, ma lei gli rimane fedele e si rifiuta di andarsene. SAMCRO seppellisce Gavetta con oltre 50 membri a pieno titolo provenienti da California, Washington, Nevada e Oregon, oltre a numerosi ex colleghi militari presenti. Durante la veglia funebre Clay dice a Jax che deve essere forte per ispirare i suoi fratelli SAMCRO e non seguire l'esempio del padre impazzito dopo la morte dell'altro suo figlio. Mentre Hale vigila sul funerale, Jacob lo incontra lì e ribadisce il suo disgusto per la banda e per chi li sostiene. Hale spiega che alle persone, comprese quelle di Charming, non piace vedere i SAMCRO vulnerabili. Improvvisamente sopraggiunge un furgone grigio che spara sui partecipanti ferendone e uccidendone diversi. La polizia risponde al fuoco e uno degli attentatori cade dal mezzo. Hale cerca di fermarli mettendosi davanti e sparando all'autista, ma viene ucciso quando il veicolo lo investe. Jacob e Unser si precipitano entrambi inutilmente verso il suo corpo insanguinato e senza vita. Quando Jax si accorge che un bambino è stato colpito, accecato dalla rabbia si scaglia sull'uomo caduto dal furgone e sbatte continuamente la sua testa sull'asfalto finché i suoi compagni non lo tirano via.